# 5296
5296（五千二百九十六、ごせんにひゃくきゅうじゅうろく）は自然数、また整数において、5295の次で5297の前の数である。

## 数学的性質
- 5296は合成数であり、約数は 1, 2, 4, 8, 16, 331, 662, 1324, 2648, 5296 である。
  - 約数の和は10292。
- 約数の和が5296になる数は1個ある。(4627) 約数の和1個で表せる764番目の数である。1つ前は5288、次は5298。
- 各位の和が22になる194番目の数である。1つ前は5287、次は5359。